# 安德烈亚·波特斯
安德里亚·波特斯（Andrea Portes）是美國女性小說家。波特斯在内布拉斯加州农村长大。她后来就读于布林莫爾學院。
2007年，波特斯出版了她的處女作《鄉下人》（Hick）。该书于2011年改編為同名電影。
波特斯的第二部小说《Bury This》于2014年1月出版。
波特斯的第三部小说《Anatomy of a Misfit》于2014年9月由哈珀柯林斯出版。
安德里亚的第四部小说《The Fall of Butterflies》于2016年5月发行。